# San Clemente, Chile
San Clemente är en ort i Chile.   Den ligger i provinsen Provincia de Talca och regionen Región del Maule, i den södra delen av landet, 240 km söder om huvudstaden Santiago de Chile. San Clemente ligger 214 meter över havet och antalet invånare är 13 656.
Terrängen runt San Clemente är platt. Runt San Clemente är det ganska glesbefolkat, med 50 invånare per kvadratkilometer.. Närmaste större samhälle är Talca, 19,6 km nordväst om San Clemente.
Trakten runt San Clemente består till största delen av jordbruksmark.